# Theophane
Theophane (auch Theophano) ist eine Gestalt der griechischen Mythologie in einer in den Fabulae überlieferten Sage über den Ursprung des Goldenen Vlieses.
Laut den Fabulae ist sie die Tochter des Bisaltes. Aufgrund ihrer außergewöhnlichen Schönheit wird sie von Liebhabern belagert und deshalb von Poseidon auf eine Insel gebracht, die in den Fabulae Crumissa genannt wird, was von verschiedenen Forschern verschieden gedeutet wird. Als die Verliebten ihr dorthin folgen, verwandelt Poseidon die Jungfrau in ein Schaf und sich selbst in einen Schafbock, und alle Bewohner der Insel ebenfalls in Schafe. Als die Freier beginnen, diese Schafe zu schlachten, verwandelt er sie (die Freier) in Wölfe. Anschließend schläft Poseidon in Widdergestalt mit Theophane und zeugt den Widder mit dem goldenen Vlies, der Phrixos nach Kolchis trug.